# Алоксан
Алоксанът /(CO)4(NH)2/ е бяло кристално хетероциклено съединение, т.т. 1700С. Получава се от пикочна киселина след обработване с разредена азотна киселина. Разрушава някои клетки в панкреаса, поради което се използва за предизвикване на болестта диабет за експериментални цели.
Той е глюкозен аналог, който разрушава бета клетките в панкреаса (те произвеждат инсулин). Това предизвиква захарен диабет, който наподобява тип 1 (недостатъчна синтеза на инсулин). Той уврежда упоменатите клетки чрез формиране на свободни токсични радикали. Изследванията не са убедителни дали засяга човека. Причината са различни транспортни системи в гризачите и човека. В големи дози обаче алоксанът е токсичен за черния дроб и бъбреците.